# مقاطعة ماديسون (مونتانا)
مقاطعة ماديسون (بالإنجليزية: Madison County)‏ هي إحدى مقاطعات ولاية مونتانا في الولايات المتحدة الأمريكية.